# Axiom (Wrestler)

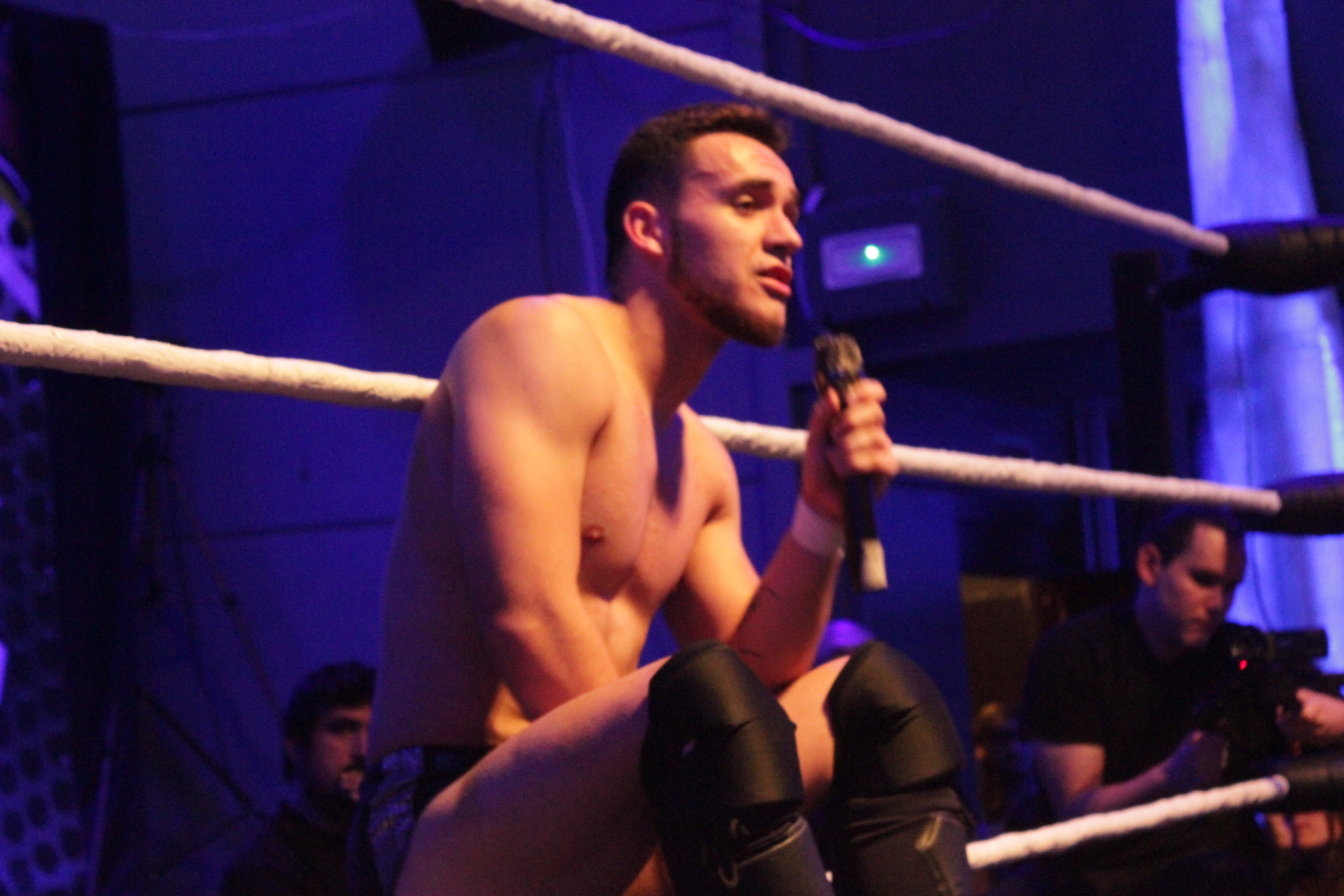
Carlos Ruiz als A-Kid 2009

Carlos Ruiz (* 9. Mai 1996 in Madrid, Spanien) ist ein spanischer Wrestler. Er steht derzeit bei der WWE unter Vertrag und tritt regelmäßig in deren Show SmackDown auf. Zunächst war er als A-Kid bekannt, tritt aber seit 2022 maskiert als Axiom auf.

## Wrestling-Karriere

### Internationale Promotions (seit 2012)
Im Juni 2016 wurde bekannt gegeben, dass A-Kid mit Rod Zayas und Adam Chase als House White Wolf an Chikaras King of Trios teilnehmen wird. Sie wurden in der ersten Runde von House British Strong Style Pete Dunne, Trent Seven und Tyler Bate eliminiert. Im folgenden Jahr nahm er am Chikaras Rey de Voladores Turnier teil, schaffte es hier bis zum Finale, wurde dann aber besiegt. In den folgenden Jahren rangen A-Kid und Adam Chase als Team White Wolf bei britischen Promotions und gewannen die Attack! Tag Team Championships.

### World Wrestling Entertainment (seit 2019)

#### WWE NXT (2019–2023)
A-Kid gab sein WWE-Debüt zusammen mit seinem Partner Carlos Romo am 20. April 2019, wo sie von Gallus Mark Coffey und Wolfgang besiegt wurden. Am 17. Oktober 2019 wurde bekannt gegeben, dass A-Kid bei NXT UK unterschrieben hat. Er gab sein Debüt am 31. Oktober 2019 und besiegte Kassius Ohno.
Im Oktober 2020 nahm er an einem Turnier teil, um den ersten NXT UK Heritage Cup Champion zu krönen. Er erreichte das Finale und gewann am 26. November 2020 gegen Trent Seven, um der erste Champion zu werden. Die Regentschaft hielt 175 Tage und er verlor den Titel schlussendlich am 20. Mai 2021 an Tyler Bate.
Im Rahmen eines Segments bei der Ausgabe von NXT The Great American Bash vom 5. Juli 2022 wurde sein Debüt für den NXT-Brand angekündigt. Sein Ringname wurde dort zu Axiom geändert. Auch trägt er seitdem eine Maske und spielt eine Art Superhelden. Am 19. Juli 2022 debütierte er bei NXT. Sein erstes Match gegen Dante Chen gewann er. Er hatte im Anschluss eine Best-of-3-Serie gegen Nathan Frazer, die er jedoch verlor. Bei NXT Deadline trat er in einem Iron-Survivor-Match um den Nummer-eins-Herausforderer auf den NXT Championship zu küren, unterlag aber Grayson Waller.
Im Anschluss durfte er um den NXT North American Championship antreten, unterlag aber dem Champion Wes Lee zweimal. Es folgte eine Fehde gegen Scrypts, den er demaskierte. Anschließend teamten sie jedoch zusammen.

#### Smackdown und NXT (seit 2023)
Am 17. November 2023 hatte Axiom sein Debütmatch bei WWE SmackDown gegen Dragon Lee. Im Anschluss formte er ein Tag Team mit seinem ehemaligen Konkurrenten Nathan Frazer unter dem Namen Fraxiom. Gemeinsam nahm man am NXT Tag Team Championship Eliminator Tournament (2024) teil, das man für sich entscheiden konnte. Sie traten dann um  die NXT Tag Team Championship an, verloren aber gegen The Wolf Dogs (Baron Corbin and Bron Breakker) beim Event NXT Stand & Deliver. Bei der nachfolgenden NXT-Episode kam es zu einem Rematch, in dem sie den Titel erstmals gewinnen durften. Axiom trat als Einzelwrestler in einem Turnier um die neu gegründete WWE Speed Championship an, verlor dort aber in der ersten Runde. Schließlich verlor das Tag Team die Titel am 13. August 2024, gewann sie jedoch 19 Tage später wieder zurück. Am 19. April 2025 verloren sie die Titel erneut.
Fraxiom kam am 25. April 2025 schließlich offiziell zu SmackDown, als sie Legado Del Fantasmas Los Garza (Angel and Berto) besiegen durften.

#### Total Nonstop Action Wrestling (2025)
Als Teil eines Deals zwischen WWE und Total Nonstop Action Wrestling traten Fraxiom am 19. August 2025 bei TNA Genesis gegen  The Hardys (Matt Hardy and Jeff Hardy) und The Rascalz (Trey Miguel and Zachary Wentz) um die TNA World Tag Team Championship an, verloren aber. Am 23. Januar 2025 wurden Fraxiom die ersten Wrestler, die ihren WWE-Titel bei TNA verteidigten. Sie besiegten die Herausforderer The Rascalz in einem Match um die NXT tag Team Championship.

## Titel und Auszeichnungen
- World Wrestling Entertainment
  - NXT UK Heritage Cup Championship (1×)
  - NXT Tag Team Championship (2×) – mit Nathan Frazer
  - NXT Tag Team Championship Eliminator Tournament (2024) – mit Nathan Frazer
  - NXT Year-End Award (1×)
    - Tag Team of the Year (2024) – mit Nathan Frazer
- Attack! Pro Wrestling
  - Attack! Tag Team Championship (1×) mit Adam Chase
- Westside Xtreme Wrestling
  - Ambition: Wildcard Edition (2019)
- White Wolf Wrestling
  - Triple W Absolute Championship (3×)
  - Triple W Extreme Championship (1×)
  - Triple W Heavyweight Championship (1×)
- Pro Wrestling Illustrated
  - Platz 118 der Top 500 Singles Wrestlers der PWI 500 in 2021[15]
  - Platz 2 der Top 100 Tag Team Wrestler der PWI 100 in 2024 – mit Nathan Frazer